# Iwan Kedryn-Rudnycki
Iwan Kedryn-Rudnycki ukr. Іван Кедрин-Рудницький (ur. 22 kwietnia 1896 w Chodorowie, zm. 4 marca 1995 w Jersey City) – ukraiński historyk, dziennikarz i działacz polityczny. Członek rzeczywisty Towarzystwa Naukowego im. Szewczenki i wiceprezes Towarzystwa w Ameryce.

## Życiorys
Nazwisko rodowe – Rudnycki. Urodził się w rodzinie inteligenckiej, ojciec – Iwan Rudnycki był notariuszem, matka Ida ze Szpiglów, pochodziła z galicyjskiej rodziny żydowskiej. Uczył się w gimnazjum w Brzeżanach, następnie w ukraińskim gimnazjum akademickim we Lwowie, które ukończył z wyróżnieniem w 1914. Po wybuchu I wojny światowej, w 1915 powołany do armii austro-węgierskiej. W 1916 trafił do niewoli rosyjskiej, przebywał w obozie jenieckim za Bajkałem. Po rewolucji lutowej przedostał się w 1917 do Kijowa, podjął pracę w instytucjach oświatowych Ukraińskiej Republiki Ludowej, następnie Hetmanatu.  Po zajęciu Kijowa przez Armię Czerwoną w styczniu 1919 wyjechał do Winnicy, gdzie wstąpił do armii URL. Uczestniczył w walkach, redagował gazetę wojskową „Stawka”. Za odwagę odznaczony Krzyżem Symona Petlury.
Od lipca 1920 na emigracji w Wiedniu, gdzie wstąpił na wydział filozoficzny Uniwersytetu Wiedeńskiego, który ukończył w 1922. W latach 1920–1922 współpracował ze związanym z rządem URL tygodnikiem „Wola”, w którym redagował dział „Kronika”. Zaczął wówczas używać pseudonimu Kedryn. We wrześniu 1922 powrócił do Lwowa, gdzie za rekomendacją Jewhena Konowalca został przez Dmytra Łewyckiego zatrudniony w redakcji dziennika „Diło”, w której pracował w latach 1922–1939 (z kilkumiesięczną przerwą w 1925). W latach 1925–1931 był korespondentem „Diła” przy Ukraińskiej Reprezentacji Parlamentarnej w Warszawie i sekretarzem prasowym Ukraińskiej Reprezentacji Parlamentarnej. W latach 1937–1939 wraz z Iwanem Nimczukiem i Wołodymyrem Kuźmowyczem był faktycznym kolegialnym redaktorem naczelnym „Diła” (formalnym był Wasyl Mudry) i szefem działu politycznego dziennika. Długoletni sekretarz ukraińskiego związku pisarzy i dziennikarzy we Lwowie. Członek Komitetu Centralnego Ukraińskiego Zjednoczenia Narodowo-Demokratycznego (UNDO).
Odpowiadał za kontakty UNDO z OUN i rządem URL na emigracji w Warszawie. Publikował w pismach: „Biuletyn Polsko-Ukraiński” (pod redakcją Włodzimierza Bączkowskiego), „Bunt Młodych” i  „Polityka” (pod redakcją Jerzego Giedroycia). Po agresji ZSRR na Polskę i okupacji Lwowa przez Sowietów wyjechał do Krakowa, gdzie podjął pracę w redakcji gazety „Krakiwśki Wisti”.
Od 1944 przebywał na emigracji w Austrii, w latach 1946-1949 kierował Ukraińskim Centralnym Stowarzyszeniem Pomocy. W 1949 wyemigrował do USA. W latach 1953–1973 pracował w redakcji największej w USA ukraińskiej gazety Swoboda. Oprócz tego działał w wielu ukraińskich organizacjach emigracyjnych. Wiceprezes Towarzystwa Naukowego im. Szewczenki w Ameryce.
Jego siostrą była Milena Rudnycka.

## Wybrane prace
- Берестейський мир: спомини і матеріали (1928)
- Причини упадку Польщі (1940)
- Паралелі в історії України: з нагоди 50-річчя Ризького Миру (1971)
- Життя-події-люди (1976)
- Białe kruki w Kultura nr 10/1977 Paryż 1977, wyd. Instytut Literacki, s.71-80.
- Михайло Грушевський — не один, а більше їх (спогади і рефлексії) w: Український історик 1984 Nr 01-04 (81-84)
- В межах зацікавлення (wybór artykułów) (1986)